# Zapalasaurus bonapartei
Lo zapalasauro (Zapalasaurus bonapartei) è un dinosauro erbivoro appartenente ai sauropodi. Visse nel Cretaceo inferiore (Barremiano/Aptiano, circa 120 milioni di anni fa) e i suoi resti fossili sono stati ritrovati in Argentina.

## Classificazione
Questo dinosauro è stato descritto per la prima volta nel 2006, sulla base di resti fossili comprendenti numerose vertebre cervicali e caudali. Inizialmente venne considerato un rappresentante primitivo dei diplodocoidi, un gruppo di sauropodi particolarmente comuni durante il Giurassico superiore (come Apatosaurus e Diplodocus), ma sopravvissuti nel Cretaceo con forme di minori dimensioni, in particolare nei continenti meridionali. Successivamente vennero riscontrate affinità con una famiglia di diplodocoidi dalle insolite caratteristiche vertebrali, i rebbachisauridi. Nello stesso periodo e nella stessa zona viveva un altro diplodocoide specializzato, il dicreosauride Amargasaurus dotato di vela.